# Voortrekkers (movimento giovanile)
Voortrekkers è un movimento giovanile cristiano afrikaner, fondato in Sudafrica nel 1931, come alternativa di lingua afrikaans ai boy-scout anglofoni. I Voortrekker svilupparono una loro identità, rappresentata dai tre valori della loro "ABC": Afrikanerskap, Burgerskap, Christenskap (africanità, cittadinanza, cristianità). Il movimento prende nome dai Voortrekker, i coloni afrikaner che si spinsero alla colonizzazione dell'entroterra africano in seguito all'avvento del potere coloniale britannico nella Colonia del Capo.